# Лихотоп, Пётр Харитонович
Пётр Харитонович Лихотоп (1927—1979) — советский горнорабочий очистного забоя. Почётный шахтёр, Герой Социалистического Труда (1966).

## Биография
Родился в 1927 году на Западной Украине. Окончив школу, пошёл работать в колхоз, откуда его призвали в армию в 1944 году.
Участвовал в Великой Отечественной войне.
В 1951 году демобилизовался и прибыл на работу в Приморский край, в город Сучан (ныне Партизанск), переносчиком конвейеров на участок № 6 шахты № 26 (в посёлке Северный Сучан, ныне Углекаменск). Менее чем через 7 месяцев стал бригадиром переносчиков конвейеров, его бригада стала одной из лучших на шахте.
Через некоторое время перешёл в бригаду навалоотбойщиков, вскоре и там став бригадиром. За выполнение семилетки на 7 месяцев раньше срока и перевыполнение плана на 27270 тонн угля Петру Харитоновичу в июле 1966 года было присуждено звание Героя Социалистического труда с вручение медали «Серп и Молот» и Ордена Ленина.
Был также полным кавалером знака «Шахтёрская слава», избирался депутатом Партизанского городского совета.
Умер в 1979 году. Похоронен на кладбище п. Углекаменск.